# ヴェーターラ・パンチャヴィンシャティカー
ヴェーターラ・パンチャヴィンシャティカー(梵: vetālapañcaviṃśatikā)は、インドの説話集。日本では『屍鬼二十五話』として知られる。現存しない幻の大説話集『ブリハット・カター』を、詩人ソーマデーヴァが簡略化した伝本『カター・サリット・サーガラ』の第12巻を1つの本としたもの。

## 概要
死体に取りついたヴェーターラがトリヴィクラマセーナ王に聞かせる25の不思議な物語から成り、各話の最後にヴェーターラが問答を仕掛け、トリヴィクラマセーナ王がそれに見事に答えるという形式を持つ。最後に王はシヴァ神に認められ、ヴィディヤーダラ族の転輪聖王とされた。以下の25話で構成される。
- 第1話「烙印をおされた少女」
- 第2話「娘一人に婿三人 彼女の灰を抱いていた男」
- 第3話「男が悪いか女が悪いか」
- 第4話「息子を犠牲にした忠臣」
- 第5話「娘一人に婿三人 ソーマプラバーの場合」
- 第6話「すげかえられた首」
- 第7話「海中都市（1）」
- 第8話「デリケートな兄弟」
- 第9話「王女と四人の求婚者」
- 第10話「三人の男と約束した女」
- 第11話「デリケートな王妃たち」
- 第12話「海中都市（2）」
- 第13話「バラモンを殺したのは誰か」
- 第14話「盗賊を愛した少女」
- 第15話「ムーラデーヴァと性転換の秘薬」
- 第16話「ジームータヴァーハナの捨身」
- 第17話「侮辱された女の復讐」
- 第18話「呪法に失敗した師弟」
- 第19話「三人の父親を持った王」
- 第20話「生贄の少年はなぜ笑ったか」
- 第21話「焦がれ死にした女」
- 第22話「ライオンを再生した兄弟」
- 第23話「青年の死体にのりうつった行者」
- 第24話「父が娘を、息子が母を妻にした場合」
- 第25話「大団円」

## 影響
サンスクリット語の他に多数の伝本があり、チベット語（『屍鬼故事』）やモンゴル語（『シッディ・クール』）の伝本も存在する。近代インドの各言語にも翻訳されている（ヒンディー語『バイタール・パチーシー』）。漢語圏では『僵屍鬼故事』とも表記される。
西洋の文化圏にも影響を与えており、『デカメロン』などの説話に類型のものが見られる。「すげかえられた首」の物語がゲーテの『パリア』、トーマス・マンの『すげかえられた首』といった作品の題材としても採られているほか、小泉八雲も本書を紹介している。

## 訳書
- ソーマデーヴァ『屍鬼二十五話 インド伝奇集』上村勝彦訳、平凡社〈東洋文庫〉 1978年。
- 『呪術の王国 憑鬼25話』泉芳璟訳、[1]北宋社 1991年。
- 『蒙古シッディ・クール物語』吉原公平訳、ぐろりあ・そさえて 1941年。
- 『シッディ・クール[2]　モンゴル説話集』西脇隆夫 編集 名古屋学院大学総合研究所研究叢書 2013年。